# Свети Георги (Вранещица)
Вижте пояснителната страница за други значения на Свети Георги.
„Свети Великомъченик Георги“ (на македонска литературна норма: „Свети Ѓорѓи“) е късносредновековна църква в кичевското село Вранещица, Северна Македония. Църквата е част от Кичевското архиерейско наместничество на Дебърско-Кичевската епархия на Македонската православна църква – Охридска архиепископия.
Църквата е южният гробищен храм на селото. Изградена е в края на XVI или началото на XVII век. Намира се южно от селото, на една малка височинка и е гробищен храм. Има правоъголна основа с малки размери и двускатен покрив от каменни плочи, а на източната страна малка полукръгла апсида. Вътре стените са изписани. Около нея има некропол с гробове от каменни плочи.